# Ginès de Passamont
Ginès de Passamont, en espagnol Ginés de Pasamonte, est un personnage de fiction du Don Quichotte de Miguel de Cervantes. Il apparaît sous le nom de maître Pierre (Maese Pedro) dans le deuxième tome du roman.

## Apparitions
Le personnage apparaît dans le chapitre XXII du premier tome du Quichotte. Passamont fait partie d'un groupe de condamnés aux galères que Don Quichotte libère de leurs chaînes. Après cette évasion, Passamont s'enfuit en volant l'âne de Sancho Panza.
Dans le deuxième tome, Ginès de Passamont apparaît à nouveau sous le nom de maître Pierre, marionnettiste et dresseur de singe.
Le passage du second tome a inspiré à Manuel de Falla sa pièce El retablo de Maese Pedro (Les Tréteaux de maître Pierre).

## Inspiration
Selon le philologue et médiéviste Martí de Riquer, Ginés de Pasamonte est inspiré du militaire espagnol Jerónimo de Pasamonte (es), qui a comme le personnage de fiction été condamné aux galères et écrit son autobiographie. D'après Riquer, c'est Jerónimo de Pasamonte qui a écrit le Quichotte apocryphe sous le pseudonyme de Alonso Fernández de Avellaneda pour se venger d'avoir été tourné en ridicule par Cervantes dans le premier tome,.